# Delegacja do Kongresu USA stanu Arkansas
Delegacja do Kongresu USA stanu Arkansas liczy sześć osób - dwoje senatorów i czworo członków Izby Reprezentantów. W obecnej kadencji Kongresu (2009-10), w skład delegacji wchodzi pięcioro polityków Partii Demokratycznej i jeden Republikanin. 

## Senat
Jak każdy z amerykańskich stanów, Arkansas jest reprezentowane w izbie wyższej parlamentu federalnego przez dwóch członków.
Obecnie stan reprezentują:
- Tom Cotton (R, 2. klasa, od 2015)
- John Boozman (R, 3 klasa, od 2011)

## Izba Reprezentantów

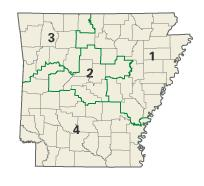
Mapa Arkansas z podziałem na okręgi wyborcze do Izby Reprezentantów

Historycznie liczba przedstawicieli Arkansas w Izbie Reprezentantów wahała się od jednego do siedmiu. Od wyborów parlamentarnych w 1962 roku aż do dziś stan posiada czterech parlamentarzystów w federalnej izbie niższej. 
Obecnie Arkansas reprezentują:
- Rick Crawford (R, 1. okręg wyborczy, od 2011)
- French Hill (R, 2. okręg wyborczy, od 2015)
- Steve Womack (R, 3. okręg wyborczy, od 2011)
- Bruce Westerman (R, 4. okręg wyborczy, od 2015)